# Bajo engadino
El bajo engadino (en romanche: vallader) es un dialecto o variante de la lengua romanche, hablado en la zona baja del valle de Engadina, en el cantón suizo de los Grisones, en particular en la región más baja de Engadina.
El dialecto más próximo es el alto engadino. Al respecto, véase la comparación entre las versiones de El cuervo y la zorra. En el siglo XIX, el alto engadino era más prestigioso; con el tiempo, la situación fue variando. Son lo bastante similares a nivel léxico como para compartir un mismo diccionario.

## Jauer
El dialecto conocido como Jauer es, en realidad, una variedad de bajo engadino que se suele hablar en Val Müstair. Casi no se habla en ninguna otra región, y prácticamente no se escribe nunca.